# Okinavai csata
Az okinavai csata a Rjúkjú-szigetek egyikén, Okinaván zajlott le a második világháború végén, a legnagyobb partraszálló hadművelet volt a csendes-óceáni hadszíntéren. Az amerikai vezetésű támadó hadművelet neve Operation Iceberg („Jéghegy hadművelet”), mely hétnapos tüzérségi előkészítést követően 82 napig, 1945. április 1-jétől június végéig tartott. A hosszú ideje zajló „békaugrás” hadjárat végével a szövetséges csapatok a Japán Birodalom eredeti déli területeihez értek és Okinavát mint támaszpontot kívánták felhasználni a japán főszigetek támadására és bevételére. Végül a Japán főszigetek elleni offenzíva, a Downfall hadművelet tervezését, nem kellett befejezzék, az atombombák ledobásával elérték a japán kapitulációt.
A „Jéghegy” hadműveletben az Amerikai Hadsereg 10. hadseregének, mely eredetileg Tajvan bevételére lett létrehozva Hawaiin, négy hadosztálya került bevetésre: a 7., a 27., a 77. és a 96. és további két hadosztály, az 1. és a 6. a Tengerészgyalogságtól. Megszálló műveleteiket partmenti, tengeri és légi támogatások segítették. A hadműveletben több hajó és katona vett részt mint a normandiai partraszállásban: a szigetet 1400 hajó, közülük 325 hadihajó vette körül, fedélzetükön 183 ezer emberrel. A 130 ezer fős japán helyőrség parancsnoka Usidzsima Micuru tábornok volt, aki látván a nagyarányú csapatösszevonásokat a sziget körül, elvetette a partraszállás megakadályozását, inkább csapatainak nagy részét a sziget déli részén, megerősített állásokban vonta össze és szárazföldi összecsapásokra kényszerítette ellenfeleit.
A hadvezetés, Hirohito császár felvetésére egy tengeri hadműveletre is vállalkozott, hogy enyhítse Usidzsima terheltségeit. Egy tíz hadihajóból, köztük a Jamato csatahajóval, álló különítményt indítottak. A Ten-gó hadművelet elképzelése az volt, hogy Okinava partjaira futtatják az addig már megsérült hajókat és az utolsó lövedékig, vagy a megsemmisülésig, folytatják az ütközetet. A flottakülönítményt még Kjúsútól délre elfogta az amerikai hordozóflotta légiereje és többhullámú légi támadásban elsüllyesztette a hajók kétharmadát, a megmaradt négy romboló pedig feladta az értelmetlen előrenyomulást és a túlélők felvétele után visszavonult honi kikötőibe.
Az okinavai csatát az utókor amerikai részről mint „acéltájfun” (typhoon of steel) és japán részről mint „acéleső” (tecu no ame) vagy „acélvihar” (tecu no bófú) emlegeti. Ezek a becenevek jól jellemzik a harcok vadságát, a japán kamikazetámadások intenzitása, továbbá a szövetséges hajók és járművek létszáma minden korábbit felülmúlt. A veszteségek nagyságát tekintve, mely az első világháború árokharcait idézi, a legmagasabb arányú volt a második világháború csendes-óceáni hadszínterén történtek között. Az okinavai kormányzat hivatalos számadatait forrásnak tekintve, Japán 77 166 katonát vesztett, akik mindegyike elesett vagy öngyilkosságot követett el, a szövetségesek vesztesége pedig 14 009 halottat tett ki (becslések szerint összesen több mint 65 000 fős veszteség a sebesültekkel együtt). A japánok oldalán negyvenezer okinavai kényszersorozott fiatal is részt vett a küzdelmekben. Ezzel egyidejűleg 149 193 fő helyi lakos esett áldozatul a vérontásnak: japán katonák ölték meg vagy kényszerítették öngyilkosságra őket. A polgári áldozatok száma a lakosságnak több mint egyharmada volt. Összességében 240 000 emberéletet követelt a közel három hónapos öldöklés. Az egy évvel korábbi saipani csata végén felmerült már az a szövetségesi kérdés, vajon a végpusztulás vár-e a japán lakosságra, ha megkezdik Japán megszállását, mely súlyos kérdés ebben a csatában végérvényesen nyilvánvalóvá vált a szövetséges hadászati tervezők számára: a főszigetek bevétele során jelentős áldozatarányokkal kell számolni. Mindkét hadseregparancsnok, Simon Bolivar Buckner altábornagy és Usidzsima Micuru tábornok életét vesztette a harcokban.
Amerika a hadművelet elején elnökváltásra kényszerült, hiszen Franklin D. Roosevelt 1945. április 12-én elhunyt a georgiai Little White House elnöki rezidencián. Utóda, Harry S. Truman vezette az országot a háború vége felé, követve előde külpolitikai nyomdokait. A csata idején ért véget Európában a háború, az öreg kontinensen állomásozó sorozott alakulatok és a hivatásos állomány egy részéből, szárazföldi és repülőcsapatokból egyaránt, átcsoportosításokat kezdeményeztek, akik az okinavai és egy esetleges Japán elleni invázióban kerültek volna bevetésre. Truman szerint az amerikai fiatal katonák ezreinek védelme érdekében az atombomba bevetése szükségszerű, a japán nagyvárosok támadása az egyetlen hatékony megoldás – a potsdami konferencián leszögezettek szerint – Japán feltétel nélküli kapitulációjára, amely az okinavai harcok vége után kevesebb mint két hónappal meg is történt.
A háború után 27 évig amerikai közigazgatás alá lett vonva a sziget. 1975-ben békemúzeumot (Okinawa Prefectural Peace Memorial Museum) nyitottak Itoman városban. A múzeum egy jelentős részét a Béke sarokköve (Cornerstone of Peace) teszi ki, mely a közel kétszázötvenezer áldozat nevét jeleníti meg.

## Fordítás
- Ez a szócikk részben vagy egészben  a   Battle of Okinawa című angol Wikipédia-szócikk ezen változatának fordításán alapul.  Az eredeti cikk szerkesztőit annak laptörténete sorolja fel. Ez a jelzés csupán a megfogalmazás eredetét és a szerzői jogokat jelzi, nem szolgál a cikkben szereplő információk forrásmegjelöléseként.